# ویولا پولی
ویولا پولی (انگلیسی: Viola Poley؛ زادهٔ ۱۳ آوریل ۱۹۵۵) قایقران روئینگ اهل آلمان بود.